# Ferenc Hepp
Dr. Ferenc Hepp (né le 3 novembre 1909 à Békés, en Hongrie – décédé le 27 novembre 1980) était un dirigeant hongrois de basket-ball. Il est considéré comme le "père du basket-ball hongrois". Il devient président de la Fédération hongroise de basket-ball en 1954 et membre du comité central de la FIBA dans les années 1950 et 1960. Il est intronisé au Basketball Hall of Fame en tant que contributeur en 1981. En 2007, il est intronisé en tant que contributeur au FIBA Hall of Fame.